# Puchar Wysp Owczych w piłce nożnej (2006)
W roku 2006 odbyła się 51. edycja Pucharu Wysp Owczych (far. Løgmanssteypið) – turnieju piłkarskiego, organizowanego na archipelagu od 1955 roku. Rozgrywki składały się z kilku etapów:
- Rundy 1
- Rundy 2
- Ćwierćfinałów
- Półfinałów
- Finału

## Przebieg

### Runda 1
W rundzie 1 wzięły udział kluby z niższych lig: AB Argir (1. deild), FS Vágar 2004 (1. deild), Royn Hvalba (1. deild), SÍ Sørvágur (1. deild), TB Tvøroyri (1. deild), Fram Tórshavn (2. deild), MB Miðvágur (2. deild) i NÍF Nólsoy (3. deild). Całość odbyć się miała 18 marca 2006 na stadionach w: Sandavágur, Sørvágur, Tórshavn oraz Tvøroyri, jednak meczu Fram Tórshavn z NÍF Nólsoy, zakończonego pierwotnie wynikiem 4:1 nie uznano. Obie drużyny wysłały skargi na swoich rywali, jakoby w meczu grali piłkarze, którzy nie powinni tam grać. Ostatecznie FSF Føroya uznała, że obie drużyny powinny przegrać mecz i żadna z nich nie awansuje do następnej rundy rozgrywek.
| 18 marca 2006 | TB Tvøroyri · Kaj Roest 10' · Allan Poulsen 60' · Búi Mortensen 72' | 3:1(1:0)Raport | Royn Hvalba · 87' Steinur Poulsen             | Sevmýri, Tvøroyri Sędzia: Páll Augustinussen |
|               | kartki: · Mortan Enni 31' · Jan Albinus 48'                         |                | kartki: · 25' Hanus Toftheygg · 79' Frits Eið |                                              |

| 18 marca 2006 | FS Vágar 2004 · Elfinn Ørvarodd 78' | 1:2(0:0)Raport | AB Argir · 74' Allan Mørkøre · 89' Jón Brekku | Valloyran, Sandavágur Sędzia: Eiler Rasmussen |
|               | kartki: · Alexandre da Silva Braga 31' · Jógvan Hendrik Samuelsen 59' · Birgir Joensen 62' · Elfinn Ørvarodd 68' · Hilmar Sveinbjørnsson 75' |                | kartki: · 63' Jónas Stenberg · 81' Jón Brekku |                                               |

| 18 marca 2006 | Fram Tórshavn | –Raport | NÍF Nólsoy | Gundadalur, Tórshavn Sędzia: Ransin Djurhuus |
|               |               |         |            |                                              |

| 18 marca 2006 | SÍ Sørvágur · Bogi Selfoss 63'                  | 1:0(0:0)Raport | MB Miðvágur                                           | Á Dungasandi, Sørvágur Sędzia: Ransin Djurhuus |
|               | kartki: · Per Heinason 20' · Petur Niclasen 67' |                | kartki: · 36' John Johansen · 60' Ingi Wiberg Joensen |                                                |

### Runda 2
W rundzie drugiej zagrały kluby: pierwszoligowe: B36 Tórshavn, B68 Toftir, EB/Streymur, GÍ Gøta, HB Tórshavn, ÍF Fuglafjørður, KÍ Klaksvík, NSÍ Runavík, Skála ÍF i VB/Sumba oraz drugoligowe: AB Argir, B71 Sandoy, LÍF Leirvík, SÍ Sørvágur i TB Tvøroyri.
| 25 marca 2006 | B36 Tórshavn · Fróði Benjaminsen 21', 87', 90' · Sylla Amed Davy 26' · Okeke Obele Onyebuchi 60' | 5:0(2:0)Raport | TB Tvøroyri                                  | Gundadalur, Tórshavn Sędzia: Lassin Isaksen |
|               |                                                                                                  |                | kartki: · 31' Andras Nolsøe · 54' Pætur Holm |                                             |

| 25 marca 2006 | SÍ Sørvágur · Messias Perreira 51'                     | 1:4(0:0)Raport | NSÍ Runavík · 47' (k.), 62', 86' (k.) Christian Høgni Jacobsen · 66' Jónstein Petersen | Á Dungasandi, Sørvágur Sędzia: Ransin Djurhuus |
|               | kartki: · Hans Fróði Jensen 47' · Messias Perreira 86' |                | kartki: · 26' Justinus Hansen · 65' Bogi Løkin                                         |                                                |

| 25 marca 2006 | HB Tórshavn · Jákup á Borg 5' (k.) · Rasmus Nolsøe 19' · Páll Mohr Joensen 67' · Johan Ejvind Mouritsen 83' | 4:1(2:1)Raport | VB/Sumba · 21' Jákup Olsen                        | Gundadalur, Tórshavn Sędzia: Georg Rasmussen |
|               | kartki: · Kári Nielsen 70', 70'                                                                             |                | kartki: · 28' Suni úr Hørg · 70' Birgir Jørgensen |                                              |

| 25 marca 2006                                                          | B68 Toftir · Súni Fríði Barbá 17'                                  | 1:1 k. 4:3(1:0)Raport                               | ÍF Fuglafjørður · 65' Bartal Eliasen                                         | Svangaskarð, Toftir Sędzia: Petur Reinert |
|                                                                        | kartki: · Øssur Jacobsen 41', 101' · Jóhan Petur Poulsen 62', 110' |                                                     | kartki: · 14' Eyðun Ryggshamar · 32' Høgni Zachariassen · 90' Bartal Eliasen |                                           |
|                                                                        |                                                                    | Rzuty karne                                         |                                                                              |                                           |
| Arnbjørn Danielsen · Ovi Magnussen · Jann Ingi Petersen · Alex Troleis |                                                                    | Aleksandar Jovević · Hanus Eliasen · Bartal Eliasen |                                                                              |                                           |

| 25 marca 2006 | EB/Streymur · Hans Pauli Samuelsen 19', 83' · Egil á Bø 35' | 3:2(2:0)Raport | B71 Sandoy · 59', 71' Clayton Nascimento                         | Á Mølini, Eiði Sędzia: Eiler Rasmussen |
|               |                                                             |                | kartki: · 40' Jákup Sørensen · 74' Magnus Olsen · 81' Eli Hentze |                                        |

| 25 marca 2006 | KÍ Klaksvík | –Raport | – | Djúpumýri, Klaksvík |
|               |             |         |   |                     |

| 25 marca 2006 | Skála ÍF · Jónhard Frederiksberg 89' · Pætur Dam Jacobsen 115' | 2:1(0:0)Raport | AB Argir · 87' Allan Mørkøre                   | Mýruhjalla, Skáli Sędzia: Jens Petur Brattalíð |
|               | kartki: · Borgar Kristiansen 32' · Bjarni Jørgensen 109'       |                | kartki: · 23' Rúni Nolsøe · 59' Tony Rasmussen |                                                |

| 25 marca 2006 | GÍ Gøta · Hans Jørgen Djurhuus 26' · Sámal Joensen 40', 71' · Kaj Ennigarð 84'                          | 4:1(2:1)Raport | LÍF Leirvík · 44' Símun Høgnesen                                          | Sarpugerði, Norðragøta Sędzia: Dagfinn Olsen |
|               | kartki: · Pól Arni Jacobsen 53' · Áslakur Petersen 56' · Jónreid Dalheim 69' · Hans Jørgen Djurhuus 75' |                | kartki: · 51' Símun Høgnesen · 81' Magni Høgnesen · 83' Áslakkur Jacobsen |                                              |

### Ćwierćfinały
W ćwierćfinałach wzięły udział zwycięskie drużyny z rundy drugiej. Trzy z meczów odbyły się 25 maja, a jeden 13 września. Drużynami, które uczestniczyły były: B36 Tórshavn, B68 Toftir, EB/Streymur, GÍ Gøta, HB Tórshavn, KÍ Klaksvík, NSÍ Runavík oraz Skála ÍF.
| 25 maja 2006 | KÍ Klaksvík · Siniša Jovanović 25', 96' · Kristoffur Jakobsen 72', 95'                       | 4:2(1:0)Raport | GÍ Gøta · 51' Niclas Niclassen · 52' Hans Jørgen Djurhuus                                                                    | Djúpumýri, Klaksvík Sędzia: Eiler Rasmussen |
|              | kartki: · Marek Wierzbicki 19' · Høgni Madsen 27' · Símun Joensen 67' · Siniša Jovanović 98' |                | kartki: · 77' Gunnar Nielsen · 80' Símun Louis Jacobsen · 90' Niclas Niclassen · 107' Sámal Joensen · 117' Pól Arni Jacobsen |                                             |

| 25 maja 2006 | Skála ÍF · Levi Hanssen 6' | 1:0(1:0)Raport | NSÍ Runavík | Mýruhjalla, Skáli Sędzia: Petur Reinert |
|              |                            |                |             |                                         |

| 25 maja 2006 | B68 Toftir                                                                                        | 0:1(0:1)Raport | B36 Tórshavn · 35' Sylla Amed Davy                                       | Svangaskarð, Toftir Sędzia: Lassin Isaksen |
|              | kartki: · Alex Troleis 38' · Ralph van Dooren 76' · Julian Johnsson 80' · Jóhan Petur Poulsen 85' |                | kartki: · 60' Símun Hansen · 73' Sylla Amed Davy · 75' Mikkjal Thomassen |                                            |

| 13 września 2006 17:30 WET | EB/Streymur · Arnbjørn Hansen 15', 19', 69' · Ronnie Samuelsen 32' · Hans Pauli Samuelsen 45' · John Heri Dam 51' | 6:2(4:0)Raport | HB Tórshavn · 63' Rasmus Nolsøe · 88' Jákup á Borg | Á Mølini, Eiði Sędzia: Dagfinn Olsen |
|                            | kartki: · Sorin Anghel 90'                                                                                        |                | kartki: · 71' Rógvi Jacobsen                       |                                      |

### Półfinały
W półfinałach wzięły udział zwycięskie drużyny z ćwierćfinałów. Były to: B36 Tórshavn, EB/Streymur, KÍ Klaksvík i Skála ÍF.
Pierwsze półfinały
| 20 września 2006 | EB/Streymur · Hans Pauli Samuelsen 30' | 1:0(1:0)Raport | B36 Tórshavn                                                                   | Á Mølini, Eiði Sędzia: Lassin Isaksen |
|                  | kartki: · Ronnie Samuelsen 89'         |                | kartki: · 45' Mikkjal Thomassen · 79' Niels Joensen · 83' Alex José dos Santos |                                       |

| 20 września 2006 | Skála ÍF                                               | 0:3(0:2)Raport | KÍ Klaksvík · 7' Símun Joensen · 12' Paul Clapson · 81' Hjalgrím Elttør | Mýruhjalla, Skáli Sędzia: Dagfinn Olsen |
|                  | kartki: · Nenad Stanković 17' · Pætur Dam Jacobsen 22' |                | kartki: · 37' Siniša Jovanović · 62' Paul Clapson · 80' Jan Andreasen   |                                         |

Drugie półfinały
| 27 września 2006 17:30 WET | KÍ Klaksvík · Rúni Rasmussen 30' (sam.) · Siniša Jovanović 67' | 2:0(1:0)Raport | Skála ÍF                                                                | Djúpumýri, Klaksvík Sędzia: Petur Reinert |
|                            | kartki: · Siniša Jovanović 12' · Heðin á Lakjuni 35'           |                | kartki: · 35' Bogi Gregersen · 39', 90' Milic Curcić · 73' Poul Poulsen |                                           |

| 27 września 2006 18:00 WET                                                                  | B36 Tórshavn · Mikkjal Thomassen 9'                             | 1:0 k. 5:4(1:0)Raport                                                                      | EB/Streymur | Sędzia: Eiler Rasmussen |
|                                                                                             | kartki: · Mikkjal Thomassen 21' · Alex José dos Santos 63', 78' |                                                                                            | kartki: · 13' John Heri Dam · 31', 59' Egil á Bø · 35' Ronnie Samuelsen · 64' Knút Vesturtún · 89' Gert Aage Hansen · 120' Teitur Joensen |                         |
|                                                                                             |                                                                 | Rzuty karne                                                                                | |                         |
| Jákup Mikkelsen · Mikkjal Mikkelsen · Fróði Benjaminsen · Kenneth Jacobsen · Bárður Joensen |                                                                 | Fróði Clementsen · Sorin Anghel · John Heri Dam · Ronnie Samuelsenm · Hans Pauli Samuelsen | |                         |

### Finał
W finale stanęły naprzeciw siebie drużyny B36 Tórshavn oraz KÍ Klaksvík. Nowym zdobywcą Pucharu Wysp Owczych został pierwszy z tych zespołów pokonując drugi 2:1.
| 14 października 2006 17:00 WET | B36 Tórshavn · Fróði Benjaminsen 45' · Sylla Amed Davy 84' | 2:1(1:0)Raport | KÍ Klaksvík · 48' Atli Danielsen | Gundadalur, Tórshavn Sędzia: Dagfinn Olsen |
|                                | kartki: · Bergur Midjord 41' · Fróði Benjaminsen 76'       |                | kartki: · 83' Marek Wierzbicki   |                                            |

| B36 TÓRSHAVN:        |    |                          |              |     |
|                      |    |                          |              |     |
| BR                   | 1  | Jákup Mikkelsen          |              |     |
| OB                   | 2  | Alex José dos Santos     |              |     |
| OB                   | 15 | Kenneth Jacobsen         |              |     |
| OB                   | 28 | Herbert í Lon Jacobsen   |              |     |
| PO                   | 6  | Hanus Thorleifsson       |              |     |
| PO                   | 10 | Fróði Benjaminsen        | Żółta kartka |     |
| PO                   | 14 | Jóhan Gunnarsson         |              |     |
| PO                   | 20 | Bergur Midjord           | Żółta kartka | 85' |
| PO                   | 22 | Klæmint Matras (C)       |              |     |
| NA                   | 5  | Niels Joensen            |              |     |
| NA                   | 23 | Sylla Amed Davy          |              |     |
| Rezerwowi:           |    |                          |              |     |
| BR                   | 21 | Jóan Pauli Dahl Jakobsen |              |     |
| OB                   | 13 | Bárður Joensen           |              | 85' |
| OB                   | 18 | Rógvi Holm               |              |     |
| PO                   | 11 | Sjúrður Thomassen        |              |     |
| PO                   | 12 | Johan Ellingsgaard       |              |     |
| Trener:              |    |                          |              |     |
| Sigfríður Clementsen |    |                          |              |     |

| KÍ KLAKSVÍK: |    |                     |              |     |
|              |    |                     |              |     |
| BR           | 16 | Meinhard Joensen    |              |     |
| OB           | 4  | Jan Andreasen       |              |     |
| OB           | 9  | Christian Lundberg  |              |     |
| OB           | 17 | Siniša Jovanović    |              | 66' |
| PO           | 8  | Símun Joensen       |              |     |
| PO           | 11 | Atli Danielsen      |              |     |
| PO           | 14 | Marek Wierzbicki    | Żółta kartka | 89' |
| PO           | 20 | Kristoffur Jakobsen |              |     |
| NA           | 10 | Hjalgrím Elttør     |              |     |
| NA           | 18 | Heðin á Lakjuni (C) |              |     |
| NA           | 21 | Paul Clapson        |              |     |
| Rezerwowi:   |    |                     |              |     |
| BR           | 1  | Mathias Samuelsen   |              |     |
| OB           | 2  | Oddmar á Lakjuni    |              |     |
| PO           | 6  | Frank Joensen       |              |     |
| PO           | 7  | Høgni Madsen        |              | 66' |
| NA           | 12 | Erling Fles         |              | 89' |
| Trener:      |    |                     |              |     |
| Tony Paris   |    |                     |              |     |

### Strzelcy
Najlepszymi strzelcami w turnieju zostali:
| Miejsce | Kraj                     | Zawodnik                 | Klub         | Bramki |
| ------- | ------------------------ | ------------------------ | ------------ | ------ |
| 1       | Wyspy Owcze              | Fróði Benjaminsen        | B36 Tórshavn | 4      |
| 1       | Wyspy Owcze              | Hans Pauli Samuelsen     | EB/Streymur  | 4      |
| 3       | Wybrzeże Kości Słoniowej | Sylla Amed Davy          | B36 Tórshavn | 3      |
| 3       | Wyspy Owcze              | Arnbjørn Hansen          | EB/Streymur  | 3      |
| 3       | Wyspy Owcze              | Christian Høgni Jacobsen | NSÍ Runavík  | 3      |
| 3       | Serbia                   | Siniša Jovanović         | KÍ Klaksvík  | 3      |
|         |                          | ...                      |              |        |